# Синопа
Синопа (др.-греч. Σινώπη) — в древнегреческой мифологии нимфа. Эпоним кикладского острова Синопы (?).
Дочь речного бога Асопа и Метопы. Похищена Аполлоном и оказалась в тех местах, где ныне стоит город Синопа. Родила от Аполлона сына Сира. Упоминание о Синопе, дочери Асопа, есть уже у Евмела Коринфского, а о похищении Аполлоном — у Коринны. По другой версии, похищена Зевсом, который позволил ей просить у него, что захочет, и она попросила оставить её девушкой. Аполлон и Галис также не смогли разделить с ней ложе. О девственности Синопы упоминал Аристотель. Этот миф символизирует политическую независимость полиса. 
У Андрона Теосского Синопа считается амазонкой, которую первоначально звали Санапа.
Синопа названа амазонкой также в анонимном «Перипле Понта Евксинского» (V век, строки 986—989).
Упоминается Синопа также у древнегреческого историка Юстина в его труде «Эпитома сочинения Помпея Трога «История Филиппа»»: 

Вместо Марпезии вступила на царство дочь её Синопа. Кроме исключительного знания военного дела, она вызывала всеобщее изумление тем, что в течение всей своей жизни сохранила девство. Благодаря доблести этой правительницы амазонки прославились настолько, что [тот] царь, для которого Геркулес должен был совершить двенадцать своих подвигов, потребовал у него как невозможного, чтобы он принес оружие амазонской царицы.— Юстин, «Эпитома сочинения Помпея Трога «История Филиппа»» Книга II, Гл. 4
Упоминается Синопа также у Ксенофонта, древнегреческого писателя и историка, в его труде «Анабасис. Греческая история / Ксенофонт»:

(8)  Придя в лагерь, они начали говорить, и Гекатоним, который считался хорошим оратором, сказал: "Воины, нас послал город Синопа с поручением восхвалить вас как эллинов, победивших варваров, а также принести вам поздравления по случаю того, что, пройдя, как мы слышали, через многочисленные и тяжелые испытания, вы спаслись и явились сюда.— Анабасис. Греческая история / Ксенофонт, Книга пятая - ГЛАВА V

(2) На третий день похода эллины пришли в Керасунт — эллинский город на берегу моря, колонию Синопы в Колхиде.— Анабасис. Греческая история / Ксенофонт.  Книга пятая - ГЛАВА III

(22) Отсюда они прошли в два перехода 7 парасангов и прибыли к морю в Трапезунт, многолюдный эллинский город на Евксинском Понте, колонию Синопы в стране колхов. Там они пробыли около 30 дней в деревнях колхов, откуда делали набеги на Колхиду.— Анабасис. Греческая история / Ксенофонт., Книга четвертая - ГЛАВА  ГЛАВА VIII